# Phytotominae
Phytotominae es una subfamilia de aves paseriformes perteneciente a la familia Cotingidae, que agrupa a diez especies, en cinco géneros, nativas de América del Sur, donde se distribuyen en diversos ambientes principalmente andinos, y también de la Mata atlántica del sureste de Brasil, chaco - pampeanos y patagónicos, desde el oeste de Venezuela hasta el extremo sur de Argentina y Chile

## Taxonomía
Dando continuidad a trabajos anteriores, como Tello et al (2009) y de Ohlson et al (2013), Berv & Prum (2014) produjeron una extensa filogenia para la familia Cotingidae reflejando muchas de las divisiones anteriores e incluyendo nuevas relaciones entre los taxones, donde se propone el reconocimiento de cinco subfamilias: la presente, Pipreolinae, Rupicolinae, Cephalopterinae y Cotinginae.
El Comité de Clasificación de Sudamérica (SACC) aguarda propuestas para modificar la secuencia linear de los géneros y reconocer las subfamilias. El Comité Brasileño de Registros Ornitológicos (CBRO), en la Lista de las aves de Brasil - 2015 ya adopta esta clasificación.

## Géneros
De acuerdo a Berv & Prum (2014), esta subfamilia agrupa los siguientes géneros:
- Zaratornis
- Phytotoma
- Doliornis
- Ampelion
- Phibalura